# Onitis denticoxa
Onitis denticoxa är en skalbaggsart som beskrevs av Müller 1941. Onitis denticoxa ingår i släktet Onitis och familjen bladhorningar. Inga underarter finns listade i Catalogue of Life.